# 喬治機場
喬治機場IATA代码：；ICAO代码：是一個位於南非佐治的機場，以前曾稱彼得·威廉·博塔機場。

## 航空公司和目的地
- 一時間航空 (約翰內斯堡)
- Comair (約翰內斯堡)
- Kulula (約翰內斯堡)
- 南非航空 (一些航班是南非航空連結) (開普敦,德班,約翰內斯堡)

## 航空設備
- 歸航台NDB - GG260.0 & GL 237.0
- 甚高頻全向信標VOR - GRV 116.60

## 外部連結
- 喬治機場首頁
- 有用資料關於喬治機場
- 航空照片於Google Maps（页面存档备份，存于）
- ATNS（页面存档备份，存于）